# El Pedregal, Huichapan
El Pedregal är en ort i Mexiko.   Den ligger i kommunen Huichapan och delstaten Hidalgo, i den sydöstra delen av landet, 130 km nordväst om huvudstaden Mexico City. El Pedregal ligger 2 008 meter över havet och antalet invånare är 195.
Terrängen runt El Pedregal är platt söderut, men norrut är den kuperad. Terrängen runt El Pedregal sluttar norrut. Runt El Pedregal är det ganska tätbefolkat, med 72 invånare per kvadratkilometer. Närmaste större samhälle är Huichapan, 7,5 km sydost om El Pedregal. I omgivningarna runt El Pedregal växer huvudsakligen savannskog.